# Анатолий Кузнецов
 Тази статия е за писателя.  За актьора вижте Анатолий Кузнецов (актьор).  
Анатолий Василиевич Кузнецов (18 август 1929 г., Киев – 13 юни 1979 г., Лондон) е съветски писател-дисидент. Автор на автобиографичния роман Бабин Яр, една от най-важните литературни творби за Втората световна война.

## Биография
Като дете той живее с майка си-учителка, дядо си и баба си в покрайнините на Киев, в района на Куреньовка. Баща му, бивш войник на Червената армия и съветски инженер, напуска семейството си и заминава за Нижни Новгород. По време на Втората световна война и двете години германска окупация на Киев, той е свидетел на събитията, които се случват в града. Води таен дневник. Впоследствие тези записки залягат в основата на романа „Бабин Яр“.
Учи в балетната студия на Киевската опера и танцува в балета, за което по-късно пише в разказа „Артистът от миманса“, публикуван през 1963 г. в списание „Новый мир“.
През 1952 г. работи по изграждането на ВЕЦ Каховская, където отново влиза в Комсомола. Член на КПСС от 1955 г.
През 1955 г. постъпва в Литературния институт, който завършва през 1960 г. По-рано той не е можел да кандидатства в този университет, тъй като е живял „на окупираната територия“, но след смъртта на Сталин през 1953 г. успява. По време на следването си той работи известно време като строител при изграждането на Иркутската ВЕЦ, което му дава материал за първата му повест „Продължение на легендата“ (1957), преведена на много езици.
През 1960 – 1969 г. живее в Тула, работи като изпълнителен секретар на тулския клон на Съюза на писателите, след това като заместник-секретар на партийната организация.
През 1964 г. публикува разказ за живота в колхоза „У дома“.
През 1966 г. писателят решава да публикува своите мемоари за живота в окупирания Киев. В допълнение към автобиографичните данни, писателят включва в романа „Бабин Яр“ свидетелствата на хора, оцелели от екзекуциите (Бабин Яр е местност в покрайнините на Киев, която нацистките нашественици превръщат в лобно място на десетки хиляди хора). Романът среща много пречки преди публикуването, но тъй като текстът вече е одобрен от идеологическия отдел на ЦК на КПСС, в крайна сметка е публикуван в съкратен вид: първо в списание Юность (№ 8 – 10, 1966), а година по-късно самостоятелно от издателство „Молодая гвардия“.
Следва дълбоко песимистичният роман „Огън“ за краха на надеждите и човешките съдби.
През юни 1969 г. става член на редколегията на списание „Юность“.

### Бягство от СССР и живот в емиграция
24 юли 1969 г. Кузнецов заминава в творческа командировка до Лондон. Официалната причина за пътуването е необходимостта от събиране на материали за написването на книга за Втория конгрес на РСДРП за наближаващата 100-годишнина от рождението на Ленин. Няколко дни след пристигането си в Лондон, на 28 юли 1969 г., той обявява отказа си да се върне в СССР и се обръща към британското правителство с молба за политическо убежище. Искането му е уважено. След като получава убежище, той обявява, че напуска Комунистическата партия на Съветския съюз и Съюза на писателите на СССР и дори, че се отказва от фамилията си, като желанието му е да бъде наричан „просто Анатолий“. Голям шум на Запад предизвика и сензационното признание на Кузнецов, че за да получи разрешение да пътува до Англия (и да избяга), той е принуден да стане агент на КГБ шест месеца по-рано и да осведомява службите за някои от познатите му писатели: Евгений Евтушенко, Василий Аксьонов и др. Той е осъден за това от дисидента Андрей Амалрик в „Отворено писмо“. Дейността на Кузнецов като агент на КГБ (от октомври 1968 г.) е потвърдена и от Юрий Андропов в записката му до ЦК на КПСС
През 1970 г. издателство „Посев“ публикува пълния текст на „Бабин Яр“, допълнен с предговор и послеслов на автора, в който Кузнецов разказва на читателите историята на написването и първата публикация на романа, силно пострадал от намесата на съветската цензура. В новото издание фрагментите от текста, изключени от цензурата при публикуването през 1966 г. в списание „Юность“, са с курсив, а по-късните добавки и забележки на автора са в квадратни скоби.
От ноември 1972 г. той работи в лондонското кореспондентско бюро на Радио Свобода, като изнася беседи в рамките на седмичната програма „Писатели пред микрофона“. Общо са излъчени 233 радиобеседи (през 2011 г. те са частично публикувани в книгата на сина на Кузнецов: Алексей Кузнецов, „На Свобода“). В продължение на почти десет години живот на Запад той поддържа връзка с майка си, останала в Киев, като ѝ изпраща почти ежедневни кратки бележки с пощенски картички. Пощенските картички са оцелели; текстовете на някои от бележките са дадени в книгата на Алексей Кузнецов „Между Гринуич и Куреньовка. Писма на Анатолий Кузнецов от емиграция до майка му в Киев“ (Москва: Захаров, 2002).
През 1972 г. сборникът „Нова камбана“ публикува фрагмент от недовършения роман „Тейч файв“, който Кузнецов започва да пише още в Съветския съюз. За непълни 10 години в емиграция той така и не написва нова книга.

### Болест и смърт
На 5 септември 1978 г. Анатолий Кузнецов получава тежък инфаркт. Писателят спешно е хоспитализиран и настанен в реанимация, където преживява клинична смърт. Животът на Кузнецов е спасен благодарение на професионализма на британските лекари. След дълъг период на рехабилитация, Кузнецов отива на работа през април 1979 г., но след няколко дни здравословното му състояние се влошава значително, той е повторно хоспитализиран със съмнение за остра сърдечна недостатъчност. След престой в болницата около месец Кузнецов е изписан и отново възнамерява да отиде на работа. На 13 юни 1979 г. умира у дома от инфаркт. Погребан е в гробището Хайгейт.

### Семейство
- Майка – Мария Фьодоровна Кузнецова (1904 – 1992), работи повече от четиридесет години като учителка по руски език в началните класове на средното училище.
- Баща – Василий Герасимович Кузнецов (1899 – 1964), по време на раждането на сина му е служител на съветската милиция, после инженер, началник цех в Горкиевския автомобилен завод (ГАЗ). Бил е член на ВКП (б).
- Първа съпруга – Ирина Марченко (1935 – 1995), филолог.
  - Син – Алексей Анатолиевич Кузнецов (1960 – 2019), театрален критик, журналист, през 1995 – 2018 работи в Радио „Свобода“.[10]
- Втора съпруга и вдовица е Йоланта Райт (англичанка от полски произход).
  - Дъщеря – Мария-Анатолия (р. 1979).
- Има и още едно дете – син на име Анатолий (р. 1970), роден от Ирина Цуркан, която по-късно емигрира от СССР и почина в САЩ. Съдбата му е неизвестна.

## Памет
През 2009 г. в Киев е открит паметник, посветен на писателя, на кръстовището на улиците Кирилловская (бивша Фрунзе) и Петропавловская (Куреньовка). Паметникът представлява скулптура на момче, облечено в дрехи от окупационния период, четящо при светлината на фенер немската заповед на стената за задължително явяване на евреите с багаж и ценности.